# Louis Pradel
Louis Pradel (* 15. Dezember 1906 in Lyon; † 27. November 1976 ebenda) war ein französischer Politiker und von 1957 bis 1976 Bürgermeister der Stadt Lyon.
Pradel folgte im Amt Édouard Herriot, unter dem er die Funktion des Kultur- und Sportstadtrats ausgeübt hatte. Während Herriot politisch der linken Mitte zugehörte, war Pradel ein Unabhängiger mit Naheverhältnis zum rechten Zentrum. Als solcher setzte sich Pradel bei den Wahlen 1965 gegen den Gaullisten Maurice Herzog durch, und zwar durch Gründung einer eigenen Partei mit den Initialen P.R.A.D.E.L.: „pour la réalisation active des espérances lyonnaises“ (Für die aktive Verwirklichung der Hoffnungen Lyons). Die Liste Pradel errang schon im ersten Wahlgang die Mehrheit in allen Arrondissements. In der Folge hatte Pradel auf bürgerlicher Seite in Lyon keinen nennenswerten Gegner mehr.
Pradels Aktionsfeld blieb aber die kommunale Ebene, auf der er auch dank der Unterstützung der Tageszeitung Le Progrès de Lyon lange Zeit hohe Popularität genoss. Von der Berufsausbildung her war Pradel Experte für Autoversicherungen, die zeittypische Förderung des Autoverkehrs stand daher im Zentrum seiner Interessen. Unter anderem setzte er durch, dass die Autobahn Paris-Marseille durch das Zentrum von Lyon geführt wurde, eine Entscheidung, die einer seiner Nachfolger, Michel Noir, als „Dummheit des Jahrhunderts“ (connerie du siècle) bezeichnete.
Pradel setzte sich auch für den Bau von Altersheimen und die Neugestaltung des ehemaligen Kasernengeländes La Part-Dieu ein sowie für den Bau der Métro Lyon.
Pradels Vorhaben, eine Schnellstraße durch das Altstadtviertel Vieux Lyon zu bauen, stieß auf breiten Widerstand und führte Anfang der 1960er Jahre zu einer Novellierung des französischen Denkmalschutzrechtes im Sinne des Ensembleschutzgedankens. Pradel gilt daher für manche bis heute als klassischer „Demolierer“ und „Betonierer“. Pradel verstarb kurz vor seinem 70. Geburtstag an einem Krebsleiden. Nach ihm sind in Lyon zahlreiche Institutionen und Verkehrsflächen benannt.

## Publikation
- Mon Lyon superbe. Diffusion Rhône-Alpes du livre, 1976, ISBN 2-263-00085-2